# Kanton Anduze
Kanton Anduze is een voormalig kanton van het Franse departement Gard. Het kanton maakte deel uit van het arrondissement Alès. Het werd opgeheven bij decreet van 24 februari 2014 met uitwerking op 22 maart 2015.

## Gemeenten
Het kanton Anduze omvatte de volgende gemeenten:
- Anduze (hoofdplaats)
- Bagard
- Boisset-et-Gaujac
- Générargues
- Massillargues-Attuech
- Ribaute-les-Tavernes
- Saint-Sébastien-d'Aigrefeuille
- Tornac